# Ascension
Ascension (offiziell englisch Ascension Island) ist eine 88 km² große Insel mit ca. 773 Einwohnern (Stand 2023) im Südatlantik zwischen Afrika und Südamerika. Die Insel bildet mit St. Helena und der Inselgruppe Tristan da Cunha das Britische Überseegebiet St. Helena, Ascension und Tristan da Cunha. Ihre Hauptstadt ist das etwa 500 Einwohner zählende Georgetown.

## Geographie und Geologie

### Lage
Die Insel liegt ca. 890 km südlich des Äquators und ca. 80 km westlich des Mittelatlantischen Rückens und damit in den Tropen. Die Stadt Recife im Osten Brasiliens ist ca. 2200 km entfernt, nach Monrovia in Liberia sind es ungefähr 1635 km. Die größte Ausdehnung der Insel beträgt etwa 12 Kilometer in Nord-Süd-Richtung und etwa 14 Kilometer in Ost-West-Richtung. Der höchste Punkt der Insel ist mit 859 m der Green Mountain (auch The Peak genannt).
Im Osten ist das kleine unbewohnte Boatswain Bird Island vorgelagert, heute ein Naturschutzgebiet.
Die erste Karte der Insel wurde 1819 durch den britischen Leutnant R. Campbell erstellt. 1838 fertigte der Leutnant G. A. Bedford von der H. M. S. Raven eine zweite Karte an, Hauptmann E. Y. Daniel 1898-1901 eine weitere.

### Geologie
Die Insel ist vulkanischen Ursprungs und entstand etwa vor einer Million Jahren. Rhyolithe des Weather Dome wurden mit der Kalium-Argon Methode auf 0,99 ± 0,02 MA datiert. Große Teile der Insel sind Ödland aus erkalteter Lava. Insgesamt existieren über 50 kleinere Vulkankrater, darunter Broken Tooth, Cross Hill, Daly's Crags, Dark Crater, Devil's Crags, Devil's Cauldron und Devil's Riding School und Bear's Back.
Der kanadische Geologe Reginald Daly führte zwischen dem 30. Oktober und dem 25. November 1921 auf der Insel Feldarbeiten durch, auf deren Grundlage die erste geologische Karte der Insel entstand.

### Klima
Auf Ascension herrscht subtropisches Klima mit durchschnittlichen Temperaturen zwischen 27 und 31 °C. Auf dem Green Mountain sind die Temperaturen deutlich geringer. Regen fällt das ganze Jahr über nur wenig (ca. 200 mm/Jahr); zwischen Februar und April sind die Regenfälle deutlich stärker.
In dem Krater “Devil’s Riding School” fand Charles Darwin 1836 Spuren von See-Sedimenten, was darauf hinweist, dass das Klima in der Vergangenheit feuchter war.

### Fauna
Auf der Insel lebt heute noch eine endemische Vogelart, der Ascension-Fregattvogel (Fregata aquila). Die flugunfähige Ralle Mundia elpenor wurde 1656 von dem englischen Kaufmann Peter Mundy beobachtet. Der kleine Nachtreiher Nycticorax olsoni ist nur aus Höhlenablagerungen bekannt.
Auf der Insel brüten Fregattvögel, die Rußseeschwalbe Sterna fuscata, und diejenigen Suppenschildkröten (Chelonia mydas), die überwiegend in Seegraswiesen vor der brasilianischen Küste weiden. Die Vogelpopulationen sind jedoch von eingeführten Ratten und Katzen bedroht. 2004 wurden alle verwilderten Katzen auf der Insel getötet.
Die Zahl der Suppenschildkröten ging zwischen 1822 und 1935 stark zurück, da sie bejagt wurden. Dies wurde in den 1940er Jahren eingestellt.
Auf der Insel gibt es ferner mehr als 25 endemische wirbellose Arten, darunter fünf Arten von Pseudoskorpionen. Garypus titanius, nur auf Boatswain Bird Island zu finden, ist der größte bekannte Pseudoskorpion überhaupt.
Die Landkrabbe Johngarthia lagostoma lebt nur auf Ascension und einigen Inseln vor der brasilianischen Küste.

### Flora
Aufgrund ihres geringen Alters und der großen Entfernung zum Festland war die Insel ursprünglich nur spärlich bewachsen. Es gab 25–30 Arten von Gefäßpflanzen, von denen ca. 10 endemisch waren. Davon sind heute vier ausgestorben.
Auf dem Gipfel des Green Mountains, der Feuchtigkeit aus den Wolken erhält, wuchs der einzige einheimische Busch, Oldenlandia adscensionis, der 1889 das letzte Mal gesichtet wurde und daher als ausgestorben gilt, und Farne wie Pteris adscensionis.
Joseph Hooker besuchte die Insel 1843, auf dem Rückweg von James Clark Ross’ Antarktisexpedition. Auf Wunsch der britischen Admiralität machte er Vorschläge, wie die Vegetation von Ascension zu "verbessern" sei.
- Anpflanzung von Bäumen auf den Bergen, um den Regenfall zu vermehren
- Pflanzungen von Büschen auf den Hängen, um den Boden zu verbessern und die Humusschicht dicker zu machen
- Bepflanzung ausgewählter Täler im Tiefland mit trockenheitsresistenten Bäumen und Büschen
- Anlage von Plantagen für Nahrungsmittel auf den Hängen des Green Mountain[17].

Der Admiralität kam es vor allem darauf an, die Nahrungsmittelproduktion auf der Insel zu erhöhen.
Die Royal Navy begann in den folgenden Jahren damit, Pflanzen aus England (Kew Gardens) und den britischen Kolonien wie Südafrika, Indien und Australien auf die Insel einzuführen. Ende des Jahres 1870 hatte sich auf dem höchsten Gipfel der Insel (Green Mountain) eine reiche Flora an Eukalyptus, Pinien, Bambus und Bananenstauden entwickelt. Es war innerhalb kürzester Zeit ein voll funktionierendes Ökosystem entstanden. Heute bezeichnen Forscher dieses Experiment von Darwin und Hooker als erstes und erfolgreiches Terraforming-Experiment; es wurde ein sich selbst erhaltendes und selbstreproduzierendes Ökosystem geschaffen, jedoch auf Kosten der einheimischen Arten, die dem Untergang geweiht waren. In den 1960er Jahren wurde Prosopis juliflora, eine südamerikanische Mesquitenart angepflanzt, um Sandflächen in einer neuen Siedlung zu befestigen. Die Pflanze hat sich weitläufig auf der Insel ausgebreitet. Versuche, sie mit Schädlingen aus ihrer Heimatregion zu bekämpfen, bleiben bisher erfolglos.

## Geschichte
Erstmals wurde die unbewohnte Insel vermutlich im Mai 1501 von João da Nova entdeckt und Ilha de Nossa Senhora da Conceição getauft, geriet aber schnell wieder in Vergessenheit. Am 20. Mai 1503 wurde sie von Afonso de Albuquerque ein zweites Mal entdeckt. Der Überlieferung nach gab er ihr den Namen Ascensão, weil er sie an Christi Himmelfahrt (portugiesisch Ascensão de Jesus) gesichtet hatte. Diese Darstellung wird inzwischen jedoch angezweifelt, da die Insel bereits auf der im Jahr 1502 angefertigten Cantino-Weltkarte als ilha … ascenssani an richtiger Stelle eingezeichnet ist. Der niederländische Entdecker Jan Huygen van Linschoten besuchte die Insel 1598 und publizierte eine Ansicht (Ioanes Hugonis a Linschoten, Vera effigies et delineatio Insulae, Ascenscio nuncupatae, sitae in altitudine 8 graduum, ad austrum lineae aequinoctialis, Baptista a Doetechum sculp.).
Im Jahr 1701 fuhr das Schiff Roebuck des Piraten William Dampier vor der Insel auf Grund. Nach sechs Wochen nahm ein Ostindiensegler die Schiffbrüchigen auf. Am 5. Mai 1725 wurde der wegen Sodomie verurteilte holländische Seefahrer Leendert Hasenbosch auf der Insel ausgesetzt. Nach einem später angeblich auf der Insel gefundenen Tagebuch, von dem nur eine englische Übersetzung existiert, verhungerte oder verdurstete er vermutlich nach etwa sechs Monaten. Der französische Naturforscher Jean Baptiste Bory de Saint-Vincent besuchte Ascension auf seiner Forschungsreise in den Atlantik von 1801-1802, deren Ergebnisse er 1804 publizierte.
Als Napoleon Bonaparte im Jahr 1815 auf die knapp 1300 Kilometer südöstlich gelegene Insel St. Helena verbannt wurde, besetzte die Royal Navy Ascension, um Befreiungsversuche zu erschweren. Die Insel wurde zur Festung ausgebaut. Damit Ascension dem Kommando der Marine und nicht einer Kolonieverwaltung unterstand, wurde die Insel zu einer „Steinfregatte“ („stone sloop of war of the smaller classes“) erklärt und bekam als HMS Ascension 65 Soldaten „Besatzung“. Nach dem Tod Napoleons diente sie als Stützpunkt für das Westafrika-Geschwader, das Piraten und Sklavenhandel bekämpfen sollte. Die Insel wurde vor allem als Krankenstation benutzt, da in diesen Jahren in Afrika viele Seuchen grassierten.
Im November 1816 besichtigte Christian Ignatius Latrobe (1758–1836), ein Inspekteur der Herrnhuter Brüdergemeine, auf seiner Rückreise von der südafrikanischen Herrnhuterkolonie Gnadenthal die Inseln St. Helena und Ascension. Latrobe suchte nach Siedlungsplätzen für die Herrnhuter Mission und war zunächst von der Schönheit der Insel Ascension beeindruckt. Er stellte jedoch fest, dass die kleine Ziegenherde der britischen Militärbasis und unzählige Ratten die Insel schon nach wenigen Jahren fast kahl gefressen hatten und die Selbstversorgung der wenigen Bewohner nicht mehr gewährleistet war. Auch berichtete er, dass die auf der Insel wachsenden Früchte meist ungenießbar oder giftig seien und die beiden Süßwasserquellen in einem schwer erreichbaren Teil der Insel lägen. Die zahllosen Klippen rund um die Insel machten die Anlandung von Reisenden, Fracht und Proviant sehr gefährlich.

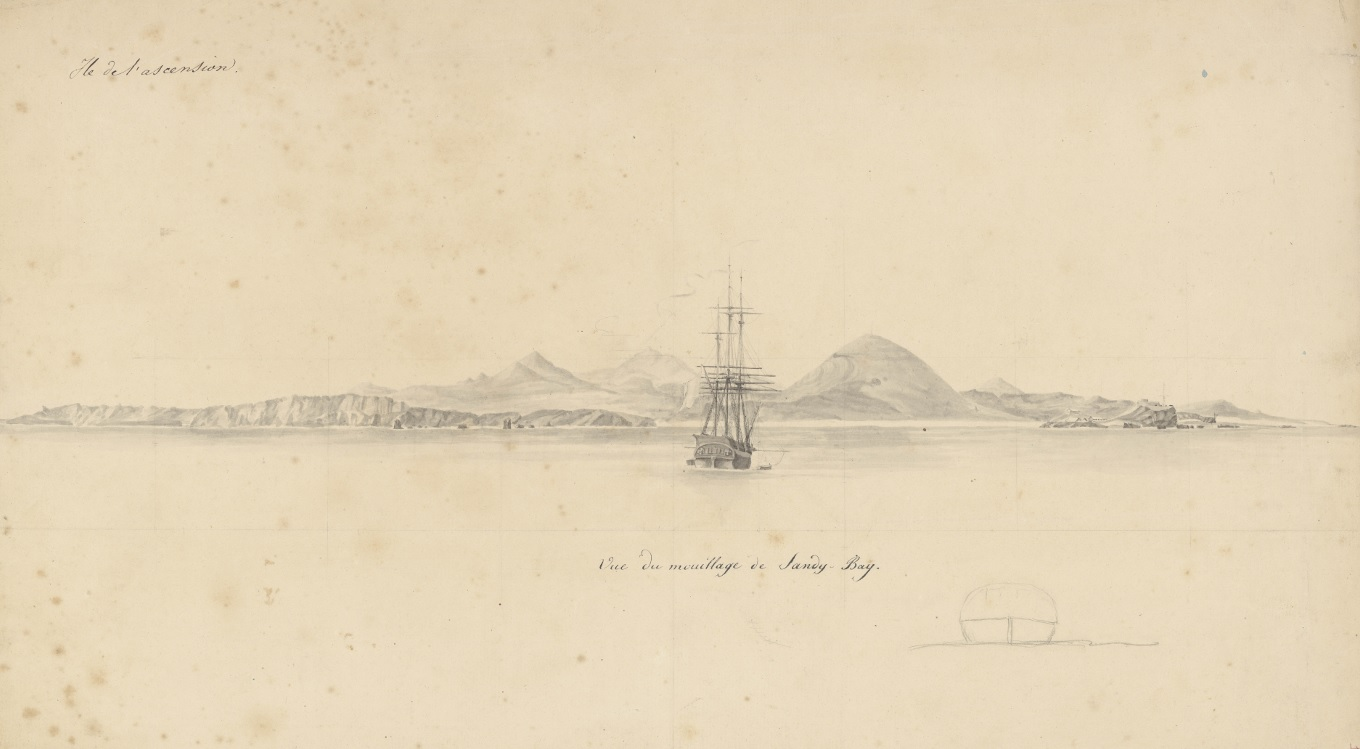
Ansicht von Sandy Bay auf Ascension von Antoine Chazal 1822 (Duperry-Expedition)

René Primevère Lesson, der unter Louis-Isidore Duperrey 1822-1825 die Welt umsegelte beschrieb die Insel in seinem Buch Zoölogie. Im Jahr 1836 landete Charles Darwin auf der Heimreise an Bord der Beagle von St. Helena kommend auf Ascension. Er war von der Insel und ihrem Erscheinungsbild so begeistert, dass er, gemeinsam mit dem britischen Naturforscher Hooker begann, einen Plan zur Belebung dieser kargen Insel zu entwickeln. Es sollte eine Art Garten Eden oder vielmehr „Insel Eden“ entstehen. Darwins "Geological Observations on the Volcanic Islands" von 1844 enthält auch auf Ascension gemachte Beobachtungen und reproduzierte Campbells Karte, die in späteren Auflagen durch Bedfords Karte ersetzt wurde.

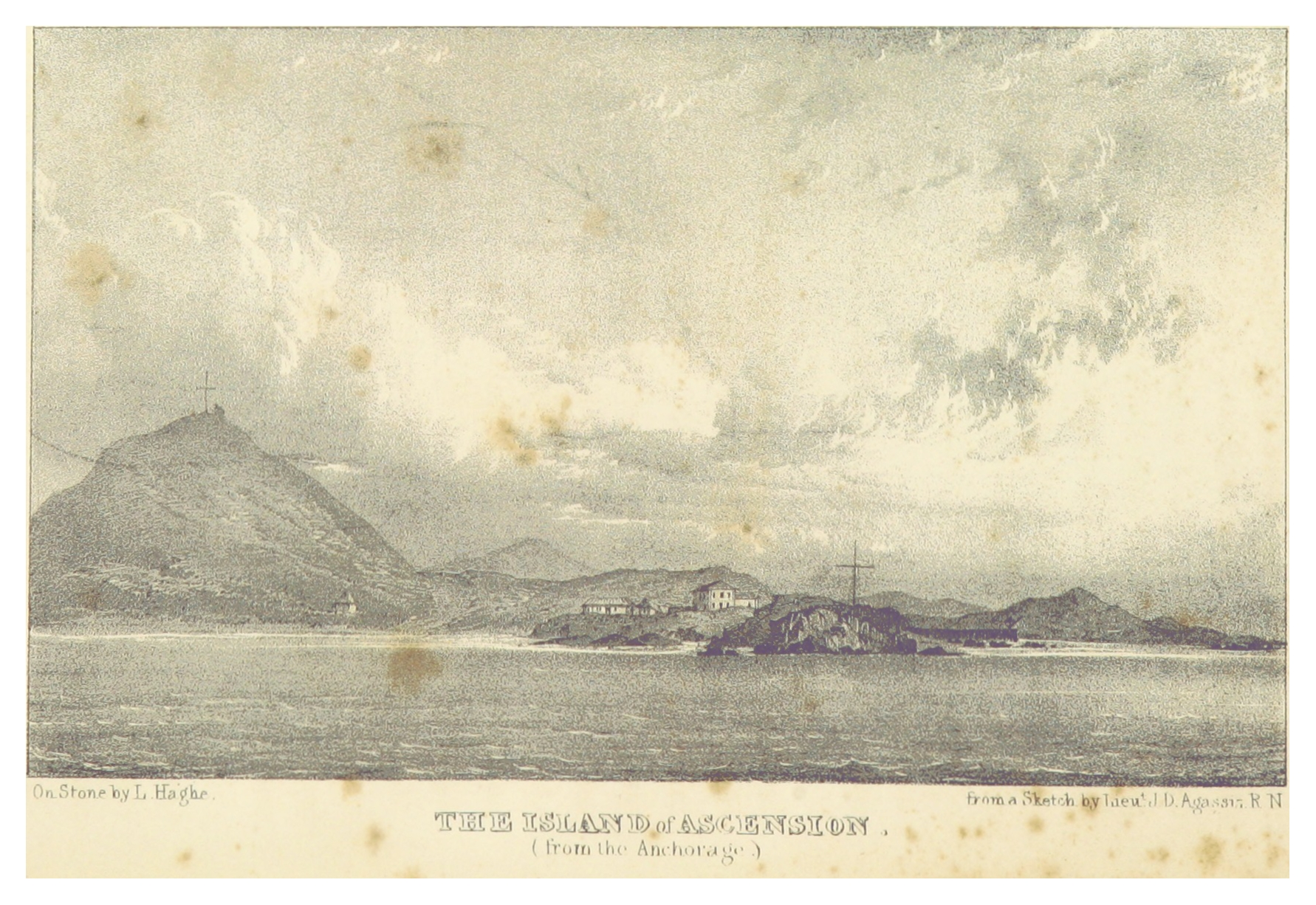
D. Agassiz, Ascension mit dem britischen Stützpunkt (1840)

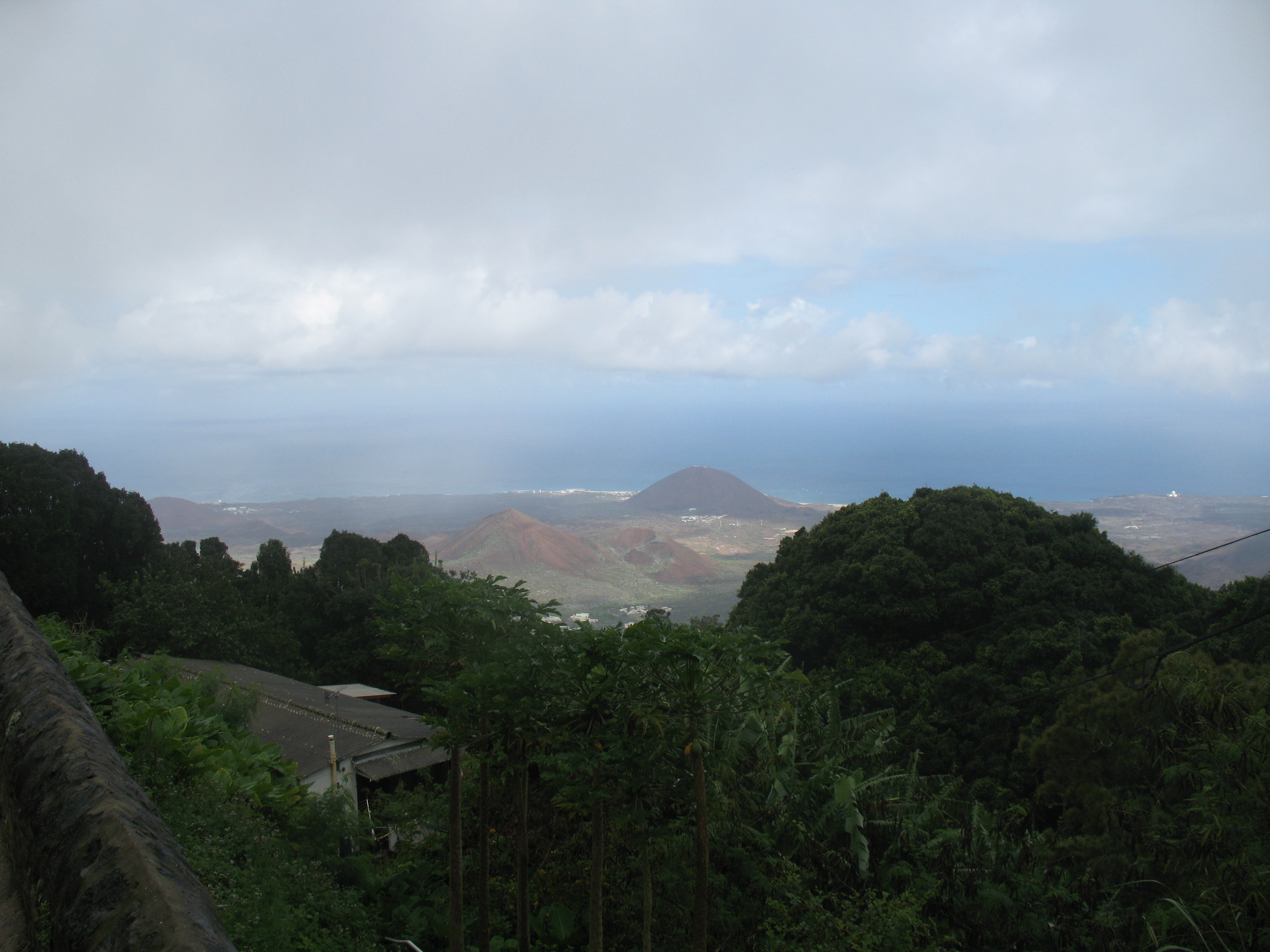
Blick vom Green Mountain, dem Ergebnis des Terraforming, Richtung Georgetown

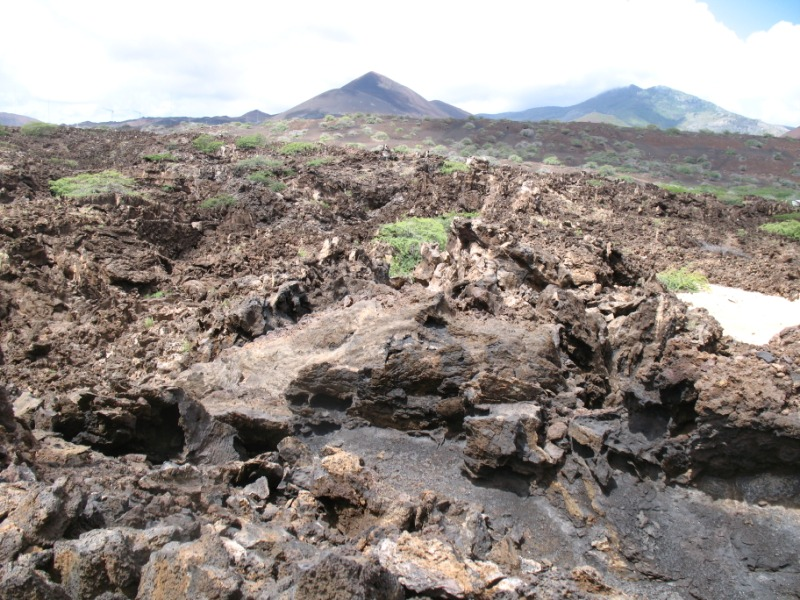
Erkaltete Lava auf Ascension

Am 15. Dezember 1899 verlegten die Eastern Telegraph Company und andere Firmen die ersten Seekabel zur Insel, um London und das damals britische Kapstadt zu verbinden. Im Laufe der Zeit wurden weitere Kabel nach Sierra Leone, Kap Verde, Buenos Aires und Rio de Janeiro verlegt. Damit begann die Insel, zum Kommunikationsknotenpunkt des südlichen Atlantiks zu werden.

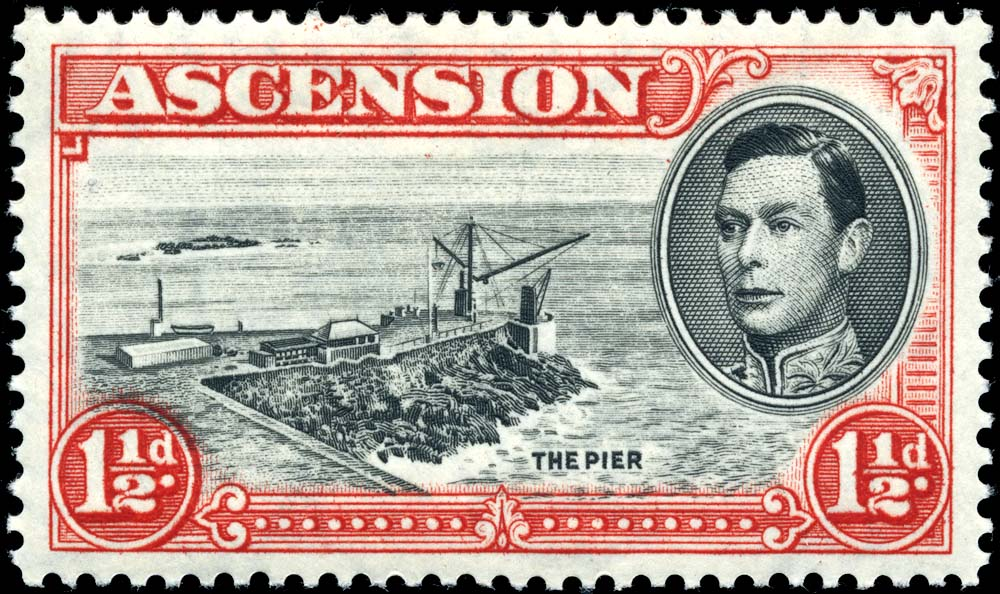
Briefmarke von 1937

Die militärische Bedeutung der Insel wuchs. Während des Ersten Weltkriegs wurden erste große Funkanlagen gebaut. Im Zweiten Weltkrieg diente die Insel zur Überwachung der Handelsrouten im Südatlantik (U-Boot-Abwehr) und als Horchposten der Alliierten, der Funksprüche abfangen und entziffern konnte. Auch wurden Kreuzpeilungen vorgenommen, um die Position von Schiffen zu ermitteln. Im September 1941 wurde von den United States Army Air Forces die Südatlantik-Luftbrücke in Betrieb genommen, die große Bedeutung für den europäischen und nordafrikanischen Kriegsschauplatz hatte. Von Florida ausgehend verlief die Luftbrücke über Militärflugplätze in
- Puerto Rico (Borinquen Army Air Field)
- Trinidad (Waller Air Force Base)
- Britisch-Guayana (Atkinson Field, heute Cheddi Jagan International Airport)
- Brasilien (Belém, heute Belém-Val de Cães Airport; Natal, heute Augusto Severo International Airport und Recife, heute Guararapes International Airport)
- Liberia (Roberts Field, heute Roberts International Airport) oder Sierra Leone (Hastings Airfield)
- Französisch-Westafrika, Marokko und Algerien

Kritisch war die Distanz der Atlantiküberquerung von Brasilien nach Westafrika (Liberia oder Sierra Leone), sie beträgt etwa 3000 Kilometer. Flugzeuge kürzerer Reichweite (jedoch mindestens 2000 Kilometer) konnten den auf Ascension im Sommer 1942 angelegten Flugplatz Wideawake Field zum Auftanken nutzen. Im Verlauf des Krieges gelangten so mehr als 25.000 Bomber nach Nordafrika und Europa. Auch der amerikanische Präsident Franklin D. Roosevelt nutzte die Südatlantik-Luftbrücke zum Besuch der Konferenzen von Casablanca (Januar 1943) und Teheran (November/Dezember 1943).
Im Kalten Krieg wurde die Insel als Testgelände für Interkontinentalraketen verwendet. Die Raketen starteten in Florida und zielten auf Ascension. Kurz vor dem Einschlag wurden sie von der örtlichen Bodenstation ins Meer umgeleitet. Unter anderem bauten daher die ESA und die NASA dort Bodenstationen. Auch für das Satellitennavigationssystem GPS wurde eine Station gebaut. Seit 1963 wurden von Ascension Höhenforschungsraketen (hauptsächlich vom Typ Arcas) bei 7° 58′ 29,3″ S, 14° 24′ 52,9″ W gestartet.
Ascension Island ist Standort einer Kurzwellen-Sendeanlage des BBC World Service bei 7° 54′ 35,6″ S, 14° 22′ 50,3″ W.
Im Falklandkrieg diente die Insel 1982 den Briten als Basis für die Rückeroberung der Falklandinseln. Vom Flugplatz Wideawake aus starteten die Victor-Tankflugzeuge und die Avro-Vulcan-Bomber zu den Luftoperationen „Black Buck“.

## Bevölkerung
Ascension hatte keine indigene Bevölkerung. Im Jahr 2016 lebten hier 806 Menschen auf der Insel, hauptsächlich Mitarbeiter jener Organisationen, die auf der Insel tätig sind, und deren Angehörige. 556 stammen von St. Helena, 250 sind Ausländer. Hauptort ist Georgetown mit 560 Einwohnern. Two Boats Village im östlichen Inselinneren hat 120 Einwohner. Die Anzahl des Militärpersonals in Cat Hill, der US-Basis und Traveller’s Hill, das zur Royal-Air-Force-Basis Wideawake gehört, variiert und wird in der Regel nicht veröffentlicht.
Für das vierte Quartal 2023 wurde die Einwohnerzahl mit 773 angegeben.

## Politik

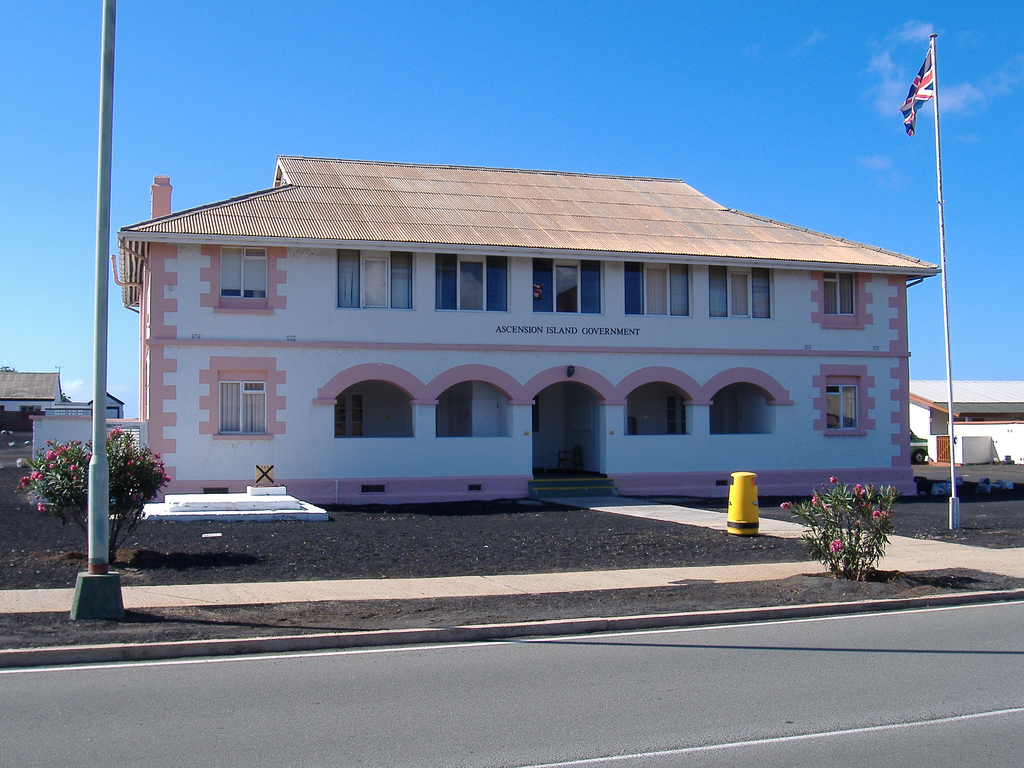
Regierungsgebäude auf Ascension

Der Gouverneur von St. Helena ist zugleich Gouverneur von Ascension. Die Regierung der Insel wird von einem Verwalter (englisch Administrator) angeführt, der direkt vom Mutterland entsandt und vom Gouverneur ernannt wird. Dieser steht dem Rat der Insel (Island Council) vor und hat das höchste Amt auf Ascension inne. Administratorin Justine Allan, die erste Frau in dieser Rolle, wurde am 26. März 2018 vereidigt. Sie ist die 23. Person, die mit diesem Amt betraut wurde.
Der Island Council (Inselrat) wird seit 2002 alle drei Jahre von der wahlberechtigten Bevölkerung der Insel gewählt und umfasst sieben Mitglieder. Hinzu kommen mit dem Administrator, dem Attorney General und dem Director of Resources (entspricht etwa einem Finanzminister) drei ex-officio-Mitglieder ohne Stimmrecht. Dem Inselrat steht der Gouverneur vor. Wenn weniger als acht Kandidaten zur Wahl stehen, werden lediglich fünf Ratsmitglieder gewählt; sollten weniger als sechs zur Wahl stehen, werden die Bestimmungen der Verordnung bezüglich der Funktion des Island Councils suspendiert, und der Gouverneur muss innerhalb von sechs Monaten Neuwahlen ansetzen.
Es existieren weder politische Parteien noch Wahlkreise. Die letzten Wahlen fanden im Oktober 2022 statt.

## Infrastruktur

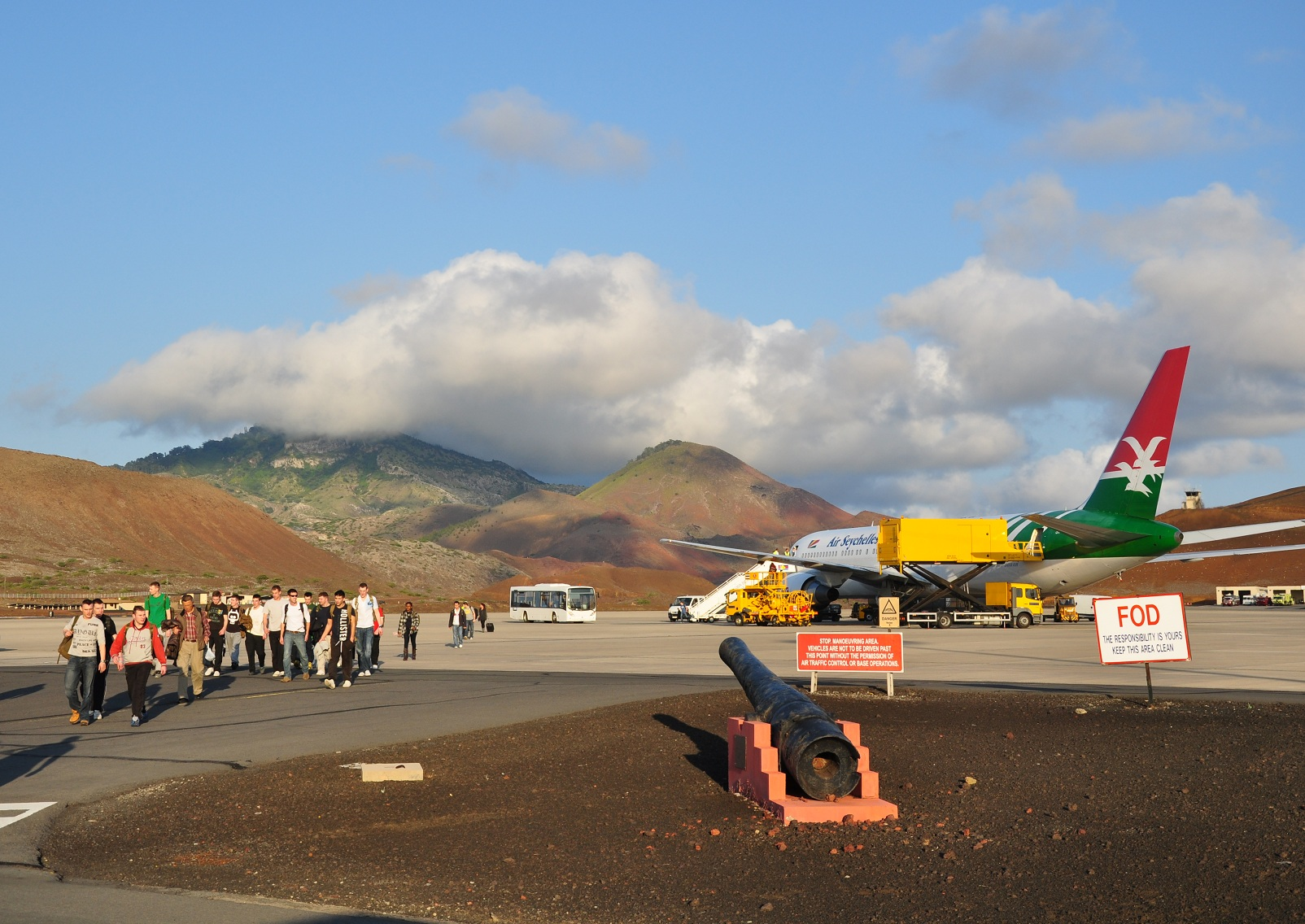
Flugfeld Wideawake

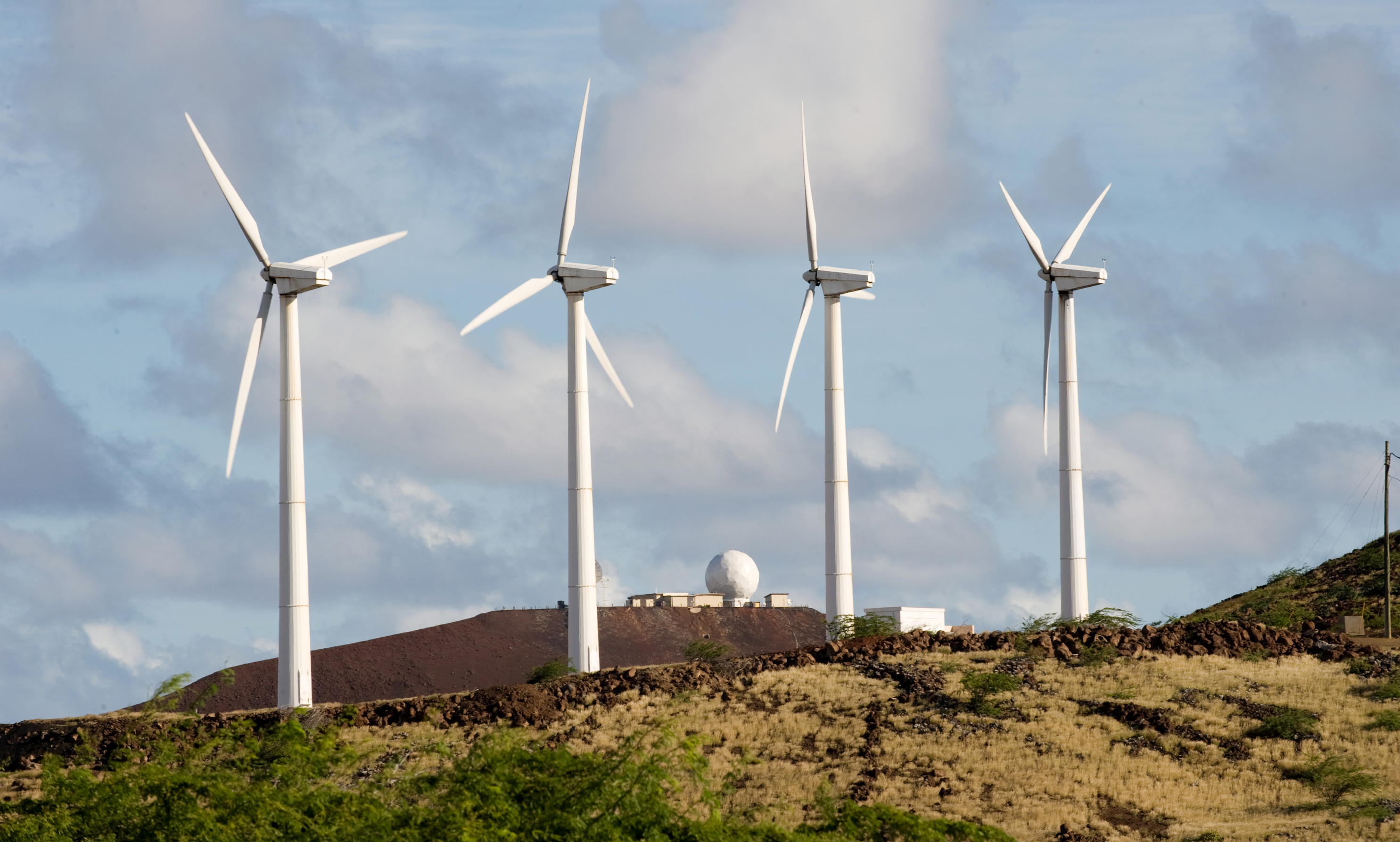
Windturbinen auf Ascension

Ascension verfügt mit dem Flugfeld Wideawake über einen Flugplatz. Im April 2017 wurde der Flugbetrieb für größere Maschinen bis zur Reparatur der Landebahn eingestellt. Die Insel wurde dann hauptsächlich von einigen Kreuzfahrt- und Postschiffen angesteuert. Seit Ende 2017 bietet die Fluggesellschaft Airlink einen monatlichen Flug nach St. Helena an. Anfang 2018 wurde nach der Eröffnung des regulären Passagierverkehrs auf St. Helena die Postschiffverbindung eingestellt. Direktflüge nach Großbritannien wurden während der COVID-19-Pandemie eingestellt.
Strom wird hauptsächlich durch Dieselgeneratoren erzeugt, seit 2010 teilweise auch mit Windenergie. Letztere wird vor allem für die Kurzwellensender der BBC genutzt.
Der Green Mountain (845 m) wurde 2005 zum Nationalpark erklärt.

## Militärstützpunkt der USA

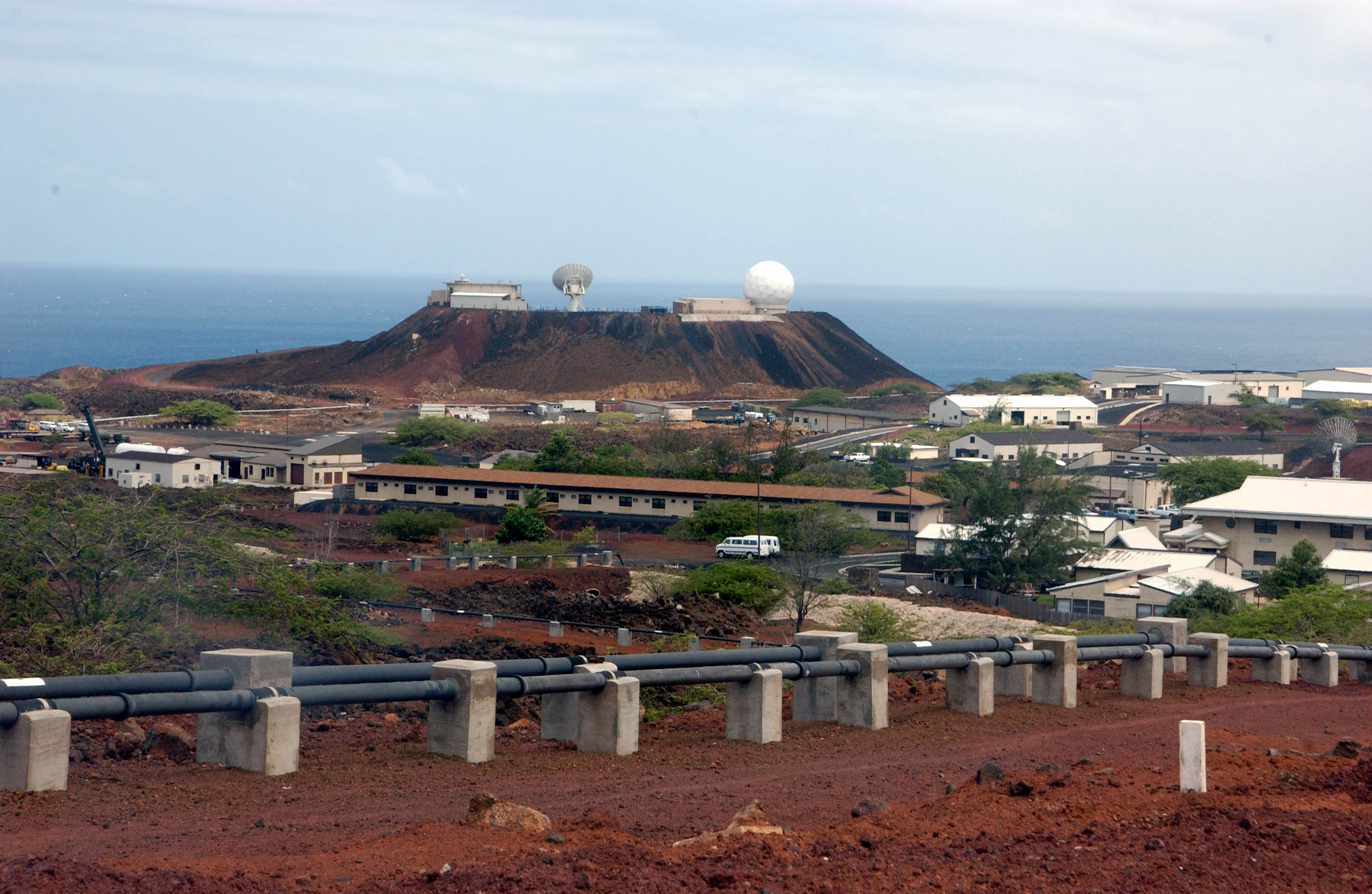
US-Basis auf Ascension

Die Vereinigten Staaten unterhalten eine Militärbasis auf Ascension, die zum Echelon-Spionagesystem der National Security Agency (NSA) gehört. Im Laufe der Überwachungs- und Spionageaffäre 2013 wurde bekannt, dass von hier aus die Telekommunikation in Brasilien, Argentinien, Uruguay, Kolumbien und Venezuela überwacht wird. Die in Ascension gesammelten Daten werden im Geheimdienstzentrum in Fort Meade in Maryland, USA, ausgewertet.

## Sakralbauten
Diözese St Helena der Anglican Church of Southern Africa
- St. Mary’s Church in Georgetown

Mission sui juris St. Helena, Ascension und Tristan da Cunha der Römisch-Katholischen Kirche
- Grotto of Our Lady of Ascension in Cat Hill, vier Kilometer südöstlich von Georgetown